# An Irish Airman Foresees His Death
"Ірландський літун передчуває загибель" (англ. An Irish Airman Foresees His Death) — поема ірландського поета Вільяма Їтса, яку він написав у 1918 р. (опублікована Macmillan edition в 1919 за рішенням поета (коли війни завершилися)).
Вірш є монологом літуна під час І світової війни, в якому зазначаються обставини близької загибелі. Цей твір є осмисленням участи ірландських солдат у Королівській армії у той час як Батьківщина боролася за незалежність.

## Твір (англійською)
I know that I shall meet my fate,
Somewhere among the clouds above;
Those that I fight I do not hate,
Those that I guard I do not love;
My country is Kiltartan Cross,
My countrymen Kiltartan's poor,
No likely end could bring them loss
Or leave them happier than before.
Nor law, nor duty bade me fight,
Nor public men, nor cheering crowds,
A lonely impulse of delight
Drove to this tumult in the clouds;
I balanced all, brought all to mind,
The years to come seemed waste of breath,
A waste of breath the years behind
In balance with this life, this death.

## Переклад
Авіатор-ірландець бачить власну гибель
Я знаю: стріну долі стрим,
Де хмари шлють привіти дню;
Прощаю тих, воюю з ким,
Не лю́блю тих, що бороню.
Кілтарнан-кросс – земля моя,
Ґолвейський злидар – мій земляк:
Не легше їм – загину я,
Не краще – житиму однак.
Мені на бій хіба закон,
Повинність, схвалення людей?
Одна захопленність – на кон,
Що в хмарах чинить змаг оцей.
Я зважив все, і все згадав –
Роки здалися: літавтрат!
І літавтрат років спливав:
На вагах з цим життям цей спад.
(В. Тимчук, "Всесвіт", 2016, чис. 7-8)

## Тло
Вважають, що прототипом літуна є майор Р. Ґреґорі (англ. Robert Gregory), побратим Їтса, єдиний син своєї матері. Загинув у повітрі, підбитий помилково союзним літаком.

## Структура
16 рядків чотиристопним ямбом: 4 строфи з римою ABAB.

## Відгомін
Ірландський рокер Шейн Макґован (англ. Shane MacGowan) лондонської групи "The Pogues", яка відроджує кельтські музичні традиції, використав поему у піснях альбому "Now And In Time To Be". Також є чимало інших музичних алюзій.
У кіно також згадували мотиви пісні: в "Memphis Belle" (1990), фільмі Майкла Кейтона-Джонса, в "Конго" та інших.